# Regiones de Arabia Saudita
Las regiones de Arabia Saudita, anteriormente conocidas como provincias, y oficialmente como regiones de los emiratos del Reino de Arabia Saudita (en árabe: إمارات مناطق المملكة العربية السعودية‎, romanizado: Imārātu Manāṭiq al-Mamlakat il-'Arabiyyat il-Sa'udiyyah), son las 13 divisiones administrativas de primer nivel del Reino de Arabia Saudita.
Las regiones (en árabe: مناطق إدارية‎; manātiq idāriyya, sing. منطقة إدارية; mintaqah idariyya) se dividen en gobernaciones (en árabe: محافظات‎, sing. محافظة; muhafazah) y la región capital, que tiene el estatus de municipio (amanah) dirigida por el alcalde (amin) (en árabe: محافظات‎). Hay 118 entidades combinadas. Las gobernaciones se subdividen en subgobernaciones (marakiz, sing. markaz).

## Historia
Después de la unificación de Arabia Saudita, el reino se dividió en siete provincias: Asir, Al-Hasa, Hiyaz, Néyed, Rub al-Jali y Shammar.
El Rey Fahd bin Abdulaziz Al Saud emitió la Orden Real A/92 el 2 de marzo de 1992, conocida como el Sistema de Regiones, que preveía la división del reino en 13 emiratos. Posteriormente, las cinco provincias anteriores se dividieron en trece regiones geográficas, denominadas regiones (manātiq) y regiones administrativas, denominadas emiratos (imārāt al-manātiq). Los emiratos forman la división administrativa de primer nivel de la organización del Reino de Arabia Saudita y se dividen además en 136 gobernaciones (muḥāfaẓāt ), que son la división de segundo nivel, que a su vez se subdividen en 1347 unidades de nivel municipal (marakiz) y se subdividen en aldeas (qura) y barrios (ahya).

## Gobierno
Cada emirato está gobernado por un Emir, que es asistido por el emir adjunto, llamado nā'ib. Las personas que ocupan estos cargos son designadas por el Rey de Arabia Saudita. Al emir se le otorga el rango de ministro, mientras que al emir adjunto se le otorga el rango de excelencia.

## Listado
| Tabuk Baha Yauf Medina La Meca Jizán — Hail Frontera del Norte Asir Casim Riad Najrán Oriental | \| Región \| Capital \| Superficie (km²) \| \| ------------------ \| -------- \| ---------------- \| \| Asir \| Abha \| 81 000[5] \| \| Baha \| Al Bahah \| 15 000[5] \| \| Casim \| Buraidá \| 65 000[6] \| \| Frontera del Norte \| Arar \| 112 000[5] \| \| Hail \| Hail \| 104 000[5] \| \| Jizán \| Jizán \| 12 000[5] \| \| La Meca \| La Meca \| 164 000[7] \| \| Medina \| Medina \| 152 000[5] \| \| Najrán \| Najrán \| 119 000[5] \| \| Oriental \| Dammam \| 673 000[5] \| \| Riad \| Riad \| 412 000[8] \| \| Tabuk \| Tabuk \| 108 000[5] \| \| Yauf \| Sakaka \| 100 000[5] \| |                  |
| Región                                                                                         | Capital | Superficie (km²) |
| Asir                                                                                           | Abha | 81 000           |
| Baha                                                                                           | Al Bahah | 15 000           |
| Casim                                                                                          | Buraidá | 65 000           |
| Frontera del Norte                                                                             | Arar | 112 000          |
| Hail                                                                                           | Hail | 104 000          |
| Jizán                                                                                          | Jizán | 12 000           |
| La Meca                                                                                        | La Meca | 164 000          |
| Medina                                                                                         | Medina | 152 000          |
| Najrán                                                                                         | Najrán | 119 000          |
| Oriental                                                                                       | Dammam | 673 000          |
| Riad                                                                                           | Riad | 412 000          |
| Tabuk                                                                                          | Tabuk | 108 000          |
| Yauf                                                                                           | Sakaka | 100 000          |